# Василиос Папакостас
 Тази статия е за гръцкия революционер.  За гръцкия политик, областен управител на Сяр вижте Василиос Папакостас (политик).  
Василиос Папакостас (на гръцки: Βασίλειος Παπακώστας) е гръцки офицер и революционер, деец на Гръцката въоръжена пропаганда в Македония от началото на XX век.

## Биография
Василиос Папакостас е роден в Селяни, Гърция. Присъединява се към гръцката пропаганда в Македония като подофицер. В 1905 година действа заедно с четата на Константинос Мазаракис и е ранен в сражението при Горно Граматиково на 5 май.
През 1907 година действа заедно с Аристовулос Коис, Димитриос Космопулос, Георгиос Галанопулос и Атанасиос Минопулос в района на Халкидическия полуостров под ръководството на гръцкото консулство в Солун и митрополит Ириней Касандрийски. През февруари 1908 година се оттегля и е наследен от Панайотис Пападзанетеас.
През Балканската война в 1912 година ръководи отряд заедно с Константинос Мазаракис и Георгиос Галанопулос. Под тяхно командване са четите на Петрос Йоанидис, Периклис Дракос и други.